# Devasyamudur, Bantval
Devasyamudur là một làng thuộc tehsil Bantval, huyện Dakshina Kannada, bang Karnataka, Ấn Độ.